# 鲁布桑旺丹·包勒德

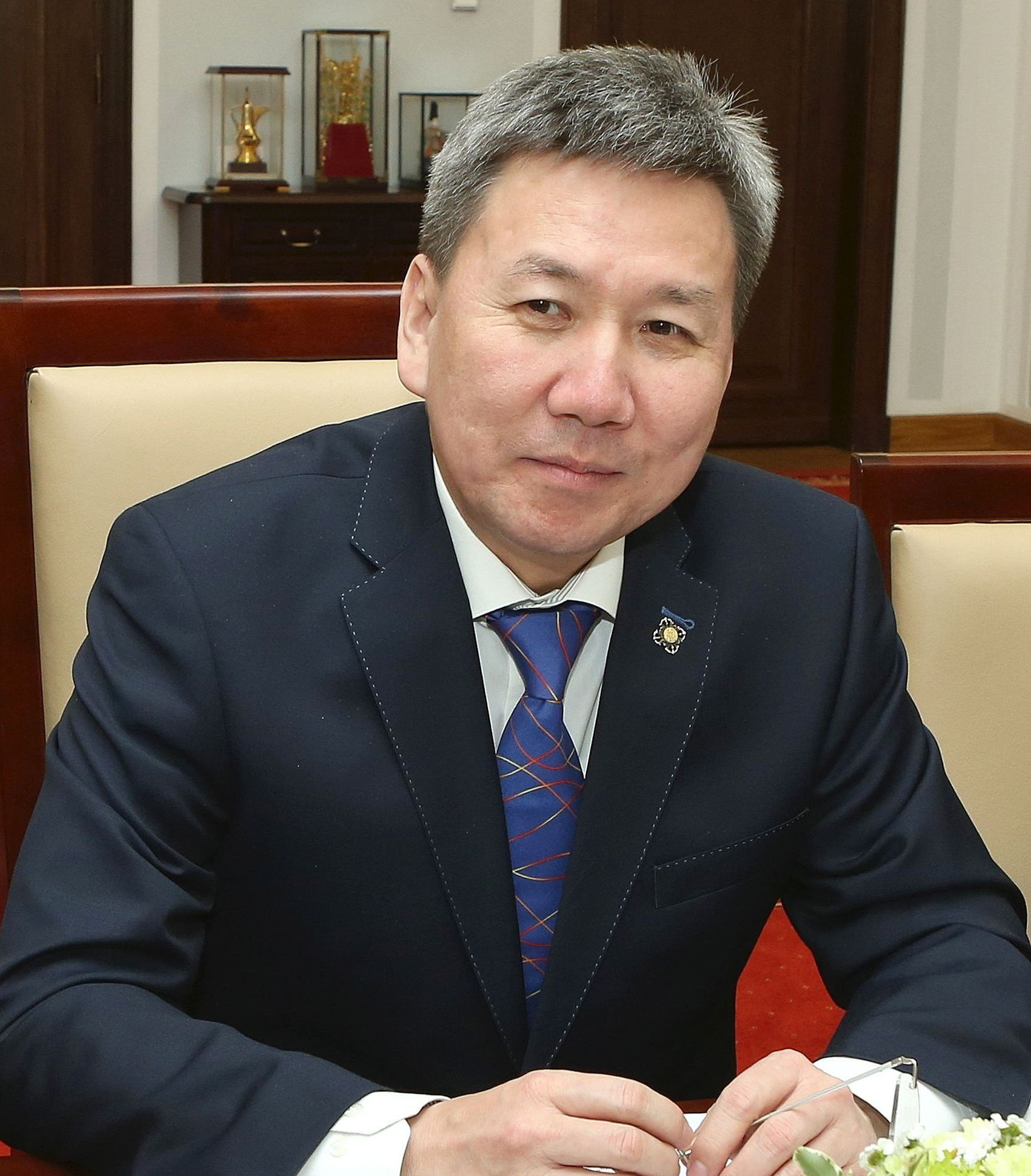
卢布桑万丹·包勒德

鲁布桑旺丹·包勒德（1961年10月4日—）蒙古族，蒙古乌兰巴托人，蒙古国政治人物。

## 生平
包勒德1961年生于乌兰巴托。早年在民主德国学习，1983年毕业于Hochschule für Gewerkschaften，成为社会研究者。他会讲德语、英语、俄语。自1983年起，在工会研究所工作7年。其后转入青年领域。1989年至1991年，担任蒙古学生会副主席兼秘书长。1992年至1993年，担任蒙古青年及学生中心主席。1990年至1992年，担任国家小呼拉尔50位委员之一。1993年，投身私有化，担任“Bod”（博德）国际公司总裁。自1996年起，担任国家大呼拉尔委员。他是蒙古民族民主党成员。通过在国际组织高层中的活动，他在国际上享有良好声誉。
2008年9月，包勒德作为民主党成员出任第二次巴亚尔内阁的蒙古国国防部部长。后在巴特包勒德内阁中继续担任该职务。2012年8月，包勒德在阿勒坦呼亚格内阁中担任政府成员及外交部部长。